# 莫斯克內斯
莫斯克內斯（挪威語：Moskenes）是挪威諾爾蘭郡的市鎮，行政中心为雷讷村。市镇面積为118.80平方公里，每年平均降雨量203.6毫米，2023年人口数量为979人，人口密度每平方公里8.9人。

## 外部連結
- 官方网站  （挪威文）
- Video:Driving the E10 road in Moskenes